# 1977 في إيطاليا
فيما يلي قوائم الأحداث التي وقعت خلال عام 1977 في إيطاليا.

## أفلام
من الأفلام التي صدرت هذه السنة في إيطاليا:
- 1 يناير – السمك القاتل من إخراج Antonio Margheriti [الإنجليزية]‏.

## مواليد

### يناير
- 7 يناير – ماركو ستوراري لاعب كرة قدم إيطالي.
- 8 يناير – فرانشيسكو كوكو لاعب كرة قدم إيطالي.
- 8 يناير – مانويلا أركوري
- 15 يناير – جيورجيا ميلوني سياسية إيطالية.
- 17 يناير – لوكا باوليني درّاج طريق إيطالي.
- 27 يناير – ماريا فرانشيسكا بنتيفوليو لاعبة كرة مضرب إيطالية.

### فبراير
- 19 فبراير – جانلوكا زامبروتا لاعب كرة قدم إيطالي.

### مارس
- 7 مارس – جانلوكا غرافا لاعب كرة قدم إيطالي.
- 26 مارس – مورغان دي سانتيس لاعب كرة قدم إيطالي.
- 30 مارس – أنطونيو لانغيلا لاعب كرة قدم إيطالي.

### أبريل
- 1 أبريل – ماركو فوشي ممثل إيطالي.
- 14 أبريل – كريستيانو زانيتي لاعب كرة قدم إيطالي.
- 15 أبريل – أليساندرو باريزي لاعب كرة قدم إيطالي.
- 23 أبريل – داميانو زينوني لاعب كرة قدم إيطالي.
- 23 أبريل – كريستيان زينوني لاعب كرة قدم إيطالي.

### مايو
- 8 مايو – جيوزيبي بيافا لاعب كرة قدم إيطالي.
- 18 مايو – جياني كومانديني لاعب كرة قدم إيطالي.
- 26 مايو – لوكا توني لاعب كرة قدم إيطالي.
- 29 مايو – ماركو كاسيتي لاعب كرة قدم إيطالي.
- 29 مايو – ماسيمو أمبروزيني لاعب كرة قدم إيطالي.
- 30 مايو – كريستيان بوتشي لاعب كرة قدم إيطالي.

### يونيو
- 3 يونيو – ستيفانو غالفاني لاعب كرة مضرب إيطالي.
- 21 يونيو – انجيلو فورلان درّاج طريق إيطالي.
- 28 يونيو – دافيدي مانديلي لاعب كرة قدم إيطالي.
- 30 يونيو – تاتيانا جاربين لاعبة كرة مضرب إيطالية.

### يوليو
- 8 يوليو – كريستيان أبياتي لاعب كرة قدم إيطالي.
- 12 يوليو – فرانشيسكا لوبياني لاعبة كرة مضرب إيطالية.
- 22 يوليو – أليساندرو لوكاريلي لاعب كرة قدم إيطالي.

### أغسطس
- 1 أغسطس – لوكا ميتزانو لاعب كرة قدم إيطالي.
- 9 أغسطس – أليسيو دي ماورو لاعب كرة مضرب إيطالي.
- 14 أغسطس – أليكس رايتي لاعب كرة سلة إيطالي.
- 20 أغسطس – باولو بيانكو لاعب كرة قدم إيطالي.
- 23 أغسطس – أندريا كونتي لاعب كرة قدم إيطالي.
- 29 أغسطس – مانويل بليري لاعب كرة قدم إيطالي.

### سبتمبر
- 10 سبتمبر – ماسيمو بوليري لاعب كرة سلة إيطالي.
- 15 سبتمبر – كاترينا مورينو ممثلة إيطالية.
- 19 سبتمبر – تومازو روكي لاعب كرة قدم إيطالي.
- 25 سبتمبر – رينالدو نوسنتيني درّاج طريق إيطالي.

### أكتوبر
- 5 أكتوبر – فيني باز
- 9 أكتوبر – إيمانويلي بيلاردي لاعب كرة قدم إيطالي.
- 13 أكتوبر – أنتونيو دي ناتالي لاعب كرة قدم إيطالي.
- 27 أكتوبر – ماركو كاراريتو لاعب كرة سلة إيطالي.

### نوفمبر
- 26 نوفمبر – إيفان باسو درّاج طريق إيطالي.
- 28 نوفمبر – فابيو غروسو لاعب كرة قدم إيطالي.

### ديسمبر
- 1 ديسمبر – إيروس ريشيو
- 11 ديسمبر – روبيرتو بارونيو لاعب كرة قدم إيطالي.

## وفيات

### يناير
- 1 يناير – بيترو فرانسيسي (مواليد 1906) مخرج أفلام إيطالي.
- 18 يناير – لوتشانو ري تشيكوني (مواليد 1948) لاعب كرة قدم إيطالي.
- 27 يناير – رودولف ياكوب هوم (مواليد 1895) مترجم سويسري.

### فبراير
- 11 فبراير – لويجي بيرتوليني (مواليد 1904) لاعب كرة قدم إيطالي.

### مايو
- 7 مايو – الأمير كزافييه دي بوربون (مواليد 1889) عسكري إيطالي.

### يونيو
- 3 يونيو – روبرتو روسيليني (مواليد 1906)
- 22 يونيو – جوزيبي بيغونيو (مواليد 1909) لاعب كرة قدم إيطالي.

### يوليو
- 28 يوليو – أنجيلا بوشكين (مواليد 1886)

### أكتوبر
- 16 أكتوبر – أريغو مورسيلي (مواليد 1911) لاعب كرة قدم إيطالي.

### نوفمبر
- 3 نوفمبر – أرماند لونيل (مواليد 1892)
- 18 نوفمبر – كورت شوشنيغ (مواليد 1897) سياسي أمريكي.